# Coupe d'Océanie des nations féminine de futsal
La Coupe d'Océanie des nations féminine de futsal  ou OFC Futsal Women's Nations Cup est la plus importante compétition féminine océanienne de futsal entre sélections nationales. La première édition de cette compétition organisée par la Confédération du football d'Océanie (OFC) se tiendra en août 2024 aux Îles Salomon.

## Palmarès
| 1re | 2024 | Îles Salomon | Nouvelle-Zélande | 7 - 1 | Fidji | Tahiti | 4 - 3 | Îles Salomon |